# Dicaelotus auranticolor
Dicaelotus auranticolor är en stekelart som beskrevs av Heinrich 1977. Dicaelotus auranticolor ingår i släktet Dicaelotus och familjen brokparasitsteklar. Inga underarter finns listade i Catalogue of Life.